# Congo Bill
Congo Bill é um personagem de quadrinhos publicado pela DC comics, que apareceu a primeira vez na revista norte-americana More Fun Comics número 56, de junho de 1940. Suas aventuras mais recentes foram publicadas pelo selo Vertigo Comics, de quadrinhos adultos. O personagem clássico foi criado por Whitney Ellsworth e George Papp sob influência de Jungle Jim e outros aventureiros das tiras de quadrinhos. A transformação dele em Congorilla, em história da revista Action Comics número 248 (janeiro de 1959) teve a autoria de Robert Bernstein e Howard Sherman. As aventuras clássicas do personagem foram publicadas no Brasil pela Editora Brasil-América (Ebal) enquanto as aventuras do Congorila com a Liga da Justiça tiveram publicações da Editora Panini.

## História da publicação
Congo Bill foi uma série de longa duração da DC Comics. Ela foi mudada da revista More Fun Comics para Action Comics no número #37, permanecendo até o número 248 quando se transformou em Congorilla, um macaco dourado. Esse passou a ser o novo título da série.
Na revista Action Comics #191, de abril de 1954, estreou Janu, o menino da selva, um jovem que se criou na mata após o pai ter sido morto por um tigre e foi adotado por Bill. Em 1954, a DC deu a Congo Bill seu título próprio, que durou apenas sete edições (agosto/setembro de 1954 – agosto / setembro de 1955).
A série Congorilla (no Brasil, Congorila) permaneceu em Action Comics até a revista número 262, quando foi mudada para Adventure Comics, onde seguiu sendo publicada até o número 283. Depois do término da série própria, Congorila apareceu como convidado especial em outros títulos, além de se tornar membro dos Heróis Esquecidos. Finalmente, o herói teve uma minissérie própria lançada em 1994, quando Congo Bill enfrenta Janu, que usurpou a identidade de Congorila. Congo Bill foi forçado a lutar até a morte com seu filho adotivo, ficando cego do olho esquerdo. Em 1999, Congo Bill volta em outra minissérie de quatro partes, desta vez pelo selo adulto Vertigo. Congorila retornou com a série de 2009 Cry for Justice, se aliou a uma facção dissidente e depois acabou por se tornar um membro regular da Liga da Justiça.

## Biografia ficcional do personagem
William "Congo Bill" Glenmorgan nasceu em 1898, filho de um guarda-caça escocês. Ele foi membro do IRA, e durante a I Guerra Mundial serviu como soldado na Batalha do Somme na França em 1916 e na Batalha do Campo Flanders em Passendale, Bélgica. Foi espião na Áustria. Mais tarde so tornou um aventureiro viajante e durante algum tempo trabalhou como investigador para a Companhia Seguradora Worldwide, descobrindo fraudadores de apólices no mundo todo.
Bill foi viver em seu lar adotivo na África. Se tornou amigo do chefe nativo Kawolo. Quando esse amigo foi mortalmente ferido numa queda, ele chamou Bill e lhe deu um anel com a imagem de um gorila. Kawolo contou ao cético Congo Bill sobre a mágica do objeto, que poderia transferir sua mente para o corpo do lendário macaco dourado Congorilla. Ele aceitou o presente para agradar seu amigo agonizante. Muitas semanas depois, um desmoronamento aprisionou Bill dentro de uma profunda caverna. Sem possibilidade de escapar, o aventureiro usou o anel mágico e sua mente foi instantaneamente para o corpo do Gorila Dourado. Usou a força do grande animal para conseguir desbloquear a entrada e, ao chegar ao seu corpo, descobriu que a mente do gorila o invadira do mesmo modo que ele dominara o gorila. Bill decidiu usar seus novos poderes para lutar contra o crime na selva. Mais tarde foi ajudado por Janu, um menino branco que cresceu na selva.

### Liga da Justiça
Anos depois, Bill (agora conhecido como Congorila) ficou preso no corpo do gorila após a morte de seu corpo humano. Ele se tornou o protetor de um bando de gorilas e amigo do herói sul-africano Fera Liberdade (Freedom Beast), sucessor de Fera B'Wana. Quando os gorilas e Fera Liberdade são abatidos por caçadores, Congorila decide procurar por justiça. A trilha o leva ao vilão Prometeus e ao herói Starman (Mikaal Tomas) e depois a uma facção da Liga da Justiça. Com a morte de Prometeus, Congorila se torna um membro regular da Liga da Justiça.
Durante a fase na Liga, Bill enfrenta muitos inimigos tais como Alan Scott (o Lanterna Verde Original e agora chamado de Starheart) e Eclipso e se torna amigo próximo de Starman e Supergirl (Kara Zor-El). Ele se torna parte de uma Liga improvisada quando do retorno de Batman de sua "morte", o que ameaça  destruir o tempo e o espaço. Depois de Batman Inc. indica o vigilante Batwing como o Batman oficial da África. Ele percebe que o continente africano é muito grande para apenas um herói e acaba por deixar a Liga e ajuda a organizar os super-heróis da África como uma equipe eficiente, bem como encontrar um sucessor para o legado do Fera Liberdade.

## Outras versões

### Flashpoint
Numa linha de tempo alternativa do evento Flashpoint, Congorilla é assassinado pelo  Gorila Grodd na arena da Cidade dos Gorilas.

### Twilight Of The Superheroes
Uma versão futura de Congorilla aparecia na proposta rejeitada de Alan Moore para a série Twilight Of the Superheroes. Agora um chefão criminoso no gueto dos super-heróis que tornou refém muitos heróis aposentados da Era de Ouro, Congorilla havia permanecido no corpo do Gorila Dourado por décadas, o que tornou seu corpo humano bem frágil. Contudo, o corpo de Congo Bill se recusa a morrer, habitado pelo espírito do Gorila Dourado, escondido no apartamento do Congorilla.

## Nota
Antes de estrear como Congorilla em Action Comics #248 (janeiro de 1959), Congo Bill encontrara o lendário gorila dourado numa aventura em Action Comics #224 (janeiro de 1957). Ele também conheceu o similar Kongorilla em Action Comics #228 (maio de 1957).

## Adaptações

### Seriado de cinema
- Congo Bill foi filmado com 15 capítulos pela Columbia Pictures em 1948. Estrelado por Don McGuire e Cleo Moore, com produção de Sam Katzman. A série foi relançada em 1957 após Moore se tornar estrela de cinema.[9]